# Strandmalurt
Strandmalurt (Artemisia maritima), ofte skrevet strand-malurt, er en 15-60 cm høj urt eller halvbusk, der i Danmark vokser på strandenge og i rørsump.

## Beskrivelse
Strandmalurt er en bestanddannende og opretvoksende flerårig urt. Stænglerne er stive og tæt behårede. De nederste dele bliver som regel helt træagtige. bladene sidder spredt, og de er ensartet gråhvide på begge sider. Bladranden er hel, men da bladene er dobbelt fjersnitdelte, bliver de ganske trådagtige.
Blomstringen sker i august-september, hvor man finder de bittesmå, gule blomster samlet i små kurve. Kurvene danner tilsammen en endestillet top. Frugterne er små nødder uden fnok. De modner godt og spirer villigt på det rette voksested.
Rodnettet består af korte, vandrette jordstængler, som bærer de mange, dybtgående trævlerødder.
Højde x bredde og årlig tilvækst: 0,40 x 1,20 m (40 x 5 cm/år). Disse mål kan fx bruges til beregning af planteafstande, når arten anvendes som kulturplante.

## Voksested
Planten findes på næringsrig, gruset bund ved tangvolde og opskyllede tangbælter langs Danmarks indre kyster og langs den jyske vestkyst. Her vokser den sammen med bl.a. marehalm, strandkål, bakkenellike, gul snerre, smalbladet timian og strandmandstro.

## Anvendelse
Hele planten er stærk aromatisk og den indeholder mange kemiske forbindelser, der betinger dens brug i medicin og som nydelsesmiddel.
Strandmalurt indeholder bitterstoffer og alkaloider, som virker ormefordrivende. Derfor har udtræk af planten været anvendt som ormemiddel. Senere blev den beske smag populær, og i dag er planten meget eftertragtet som krydderi på snaps ("bjesk").